# Pod Kopište
Pod Kopište je nenaseljeni otočić u hrvatskom dijelu Jadranskog mora.
Njegova površina iznosi 0,036 km². Dužina obalne crte iznosi 0,81 km.